# 杜父多彩鯰
杜父多彩鯰，為輻鰭魚綱鯰形目擬油鯰科的其中一種，為熱帶淡水魚類，分布於南美洲巴西烏拉圭河及dos Patos湖流域，體長可達6.8公分，棲息在底層水域，生活習性不明。

## 扩展阅读
維基物種上的相關：杜父多彩鯰